# Kloster Bronnbach
Das Kloster Bronnbach (lateinisch Monasterium Brunnbacensis), später auch Schloss Bronnbach, ist eine 1151 gegründete ehemalige Zisterzienser-Abtei, die 326. des Ordens. Der Gebäudekomplex – im unteren Taubertal gelegen – befindet sich heute auf dem Gebiet der Stadt Wertheim im Weiler Bronnbach auf der Gemarkung der Ortschaft Reicholzheim im Main-Tauber-Kreis in Baden-Württemberg. Das Kloster der Zisterzienser ging aus der nicht mehr lokalisierbaren Burg Bronnbach hervor.
Seit 1986 ist das ehemalige Kloster Eigentum des Main-Tauber-Kreises. Heute sind verschiedene Institutionen in den Klostergebäuden untergebracht, seit 2000 auch eine Ordensniederlassung der Kongregation der Missionare von der Heiligen Familie.

## Gründungslegende
Der heilige Bernhard von Clairvaux zeigte während seines Aufenthalts in Wertheim auf seiner Pilgerreise eines Tages nach einer Wildnis des Taubertals und sprach: „Auch dort wird ein Kloster meines Ordens gegründet werden.“ Noch zu seinen Lebzeiten ging diese Weissagung des berühmten Abtes in Erfüllung, weil einige fränkische Edelleute beschlossen hatten, ein Zisterzienserkloster zu stiften. Als sie hierfür im stillen Taubertal einen geeigneten Platz suchten, erhoben sich plötzlich aus jener Gegend drei weiße Lerchen, ihr Morgenlied zwitschernd. Die Stifter erblickten hierin einen Fingerzeig Gottes und bauten an der so bezeichneten Stelle die Abtei Bronnbach. In das Wappen derselben wurde eine der Lerchen aufgenommen. Sie ruht auf den Händen des Jesuskindes, das auf dem Schoß seiner Mutter sitzt.

## Geschichte

### Gründung

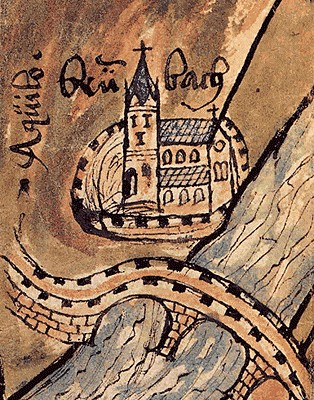
Kloster Bronnbach auf einer Augenscheinkarte von 1518 (älteste bekannte Darstellung)

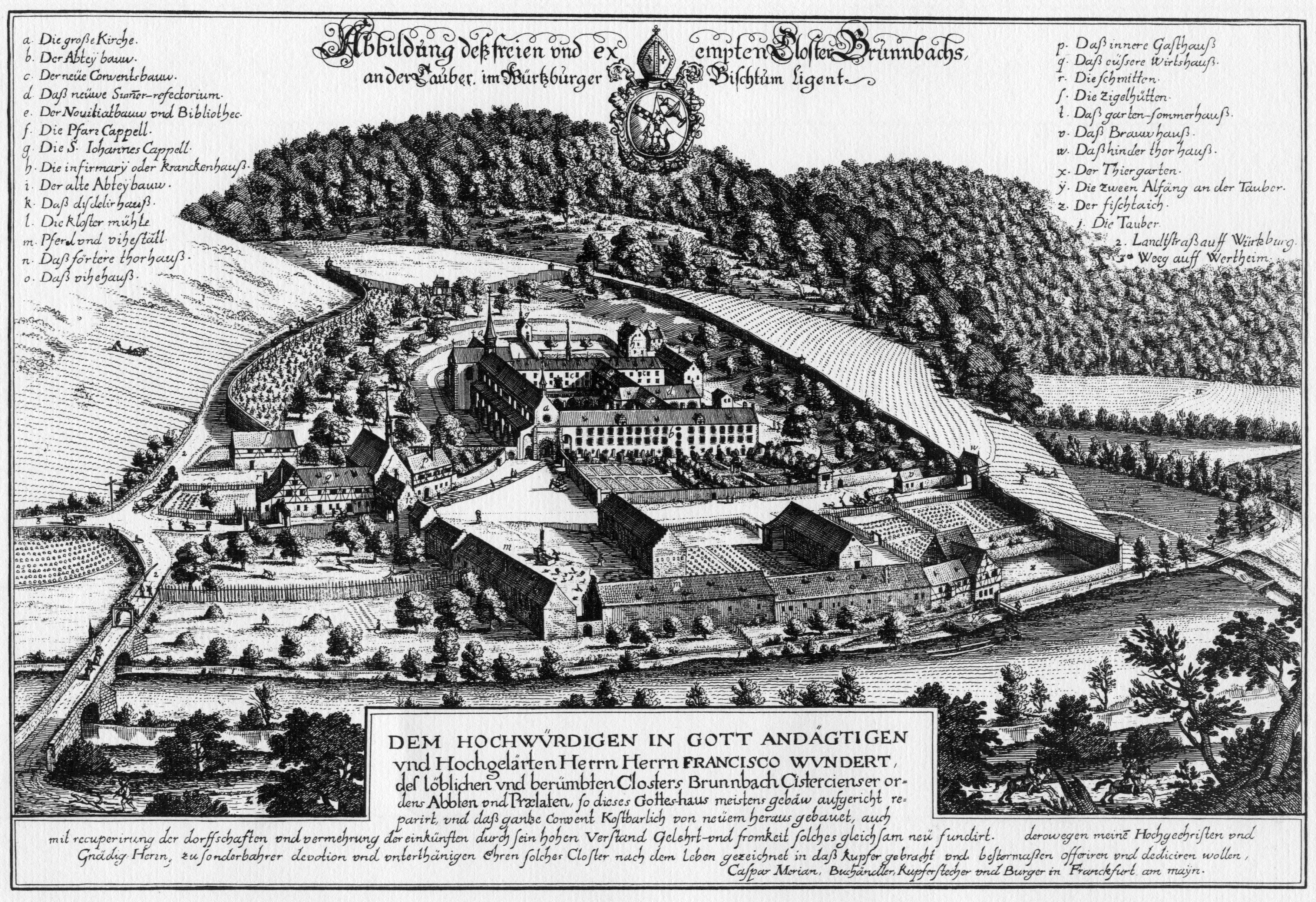
Das Kloster im 17. Jahrhundert. Kupferstich von Caspar Merian

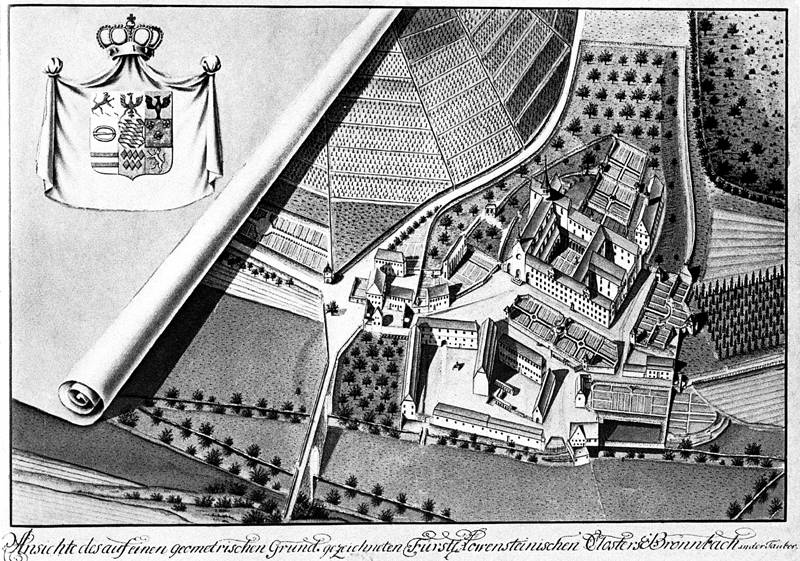
Das Kloster zu Beginn des 19. Jahrhunderts, schon im Besitz der Fürsten von Löwenstein-Wertheim-Rosenberg. Aquarell.

Skizze des Klosters des Wertheimer Chronisten Andreas Fries (1811–1890)

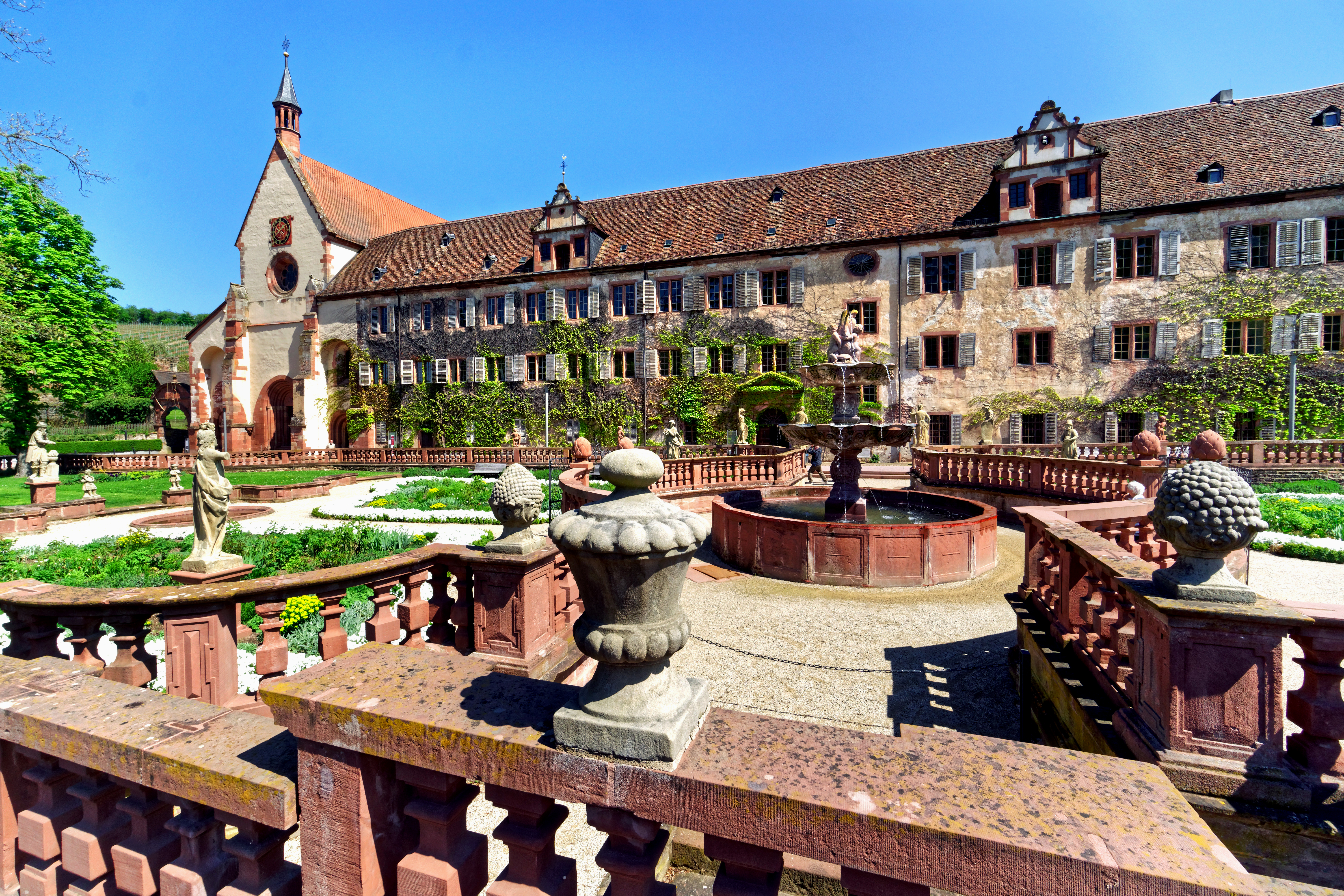
Schalenbrunnen im unteren Wirtschaftshof

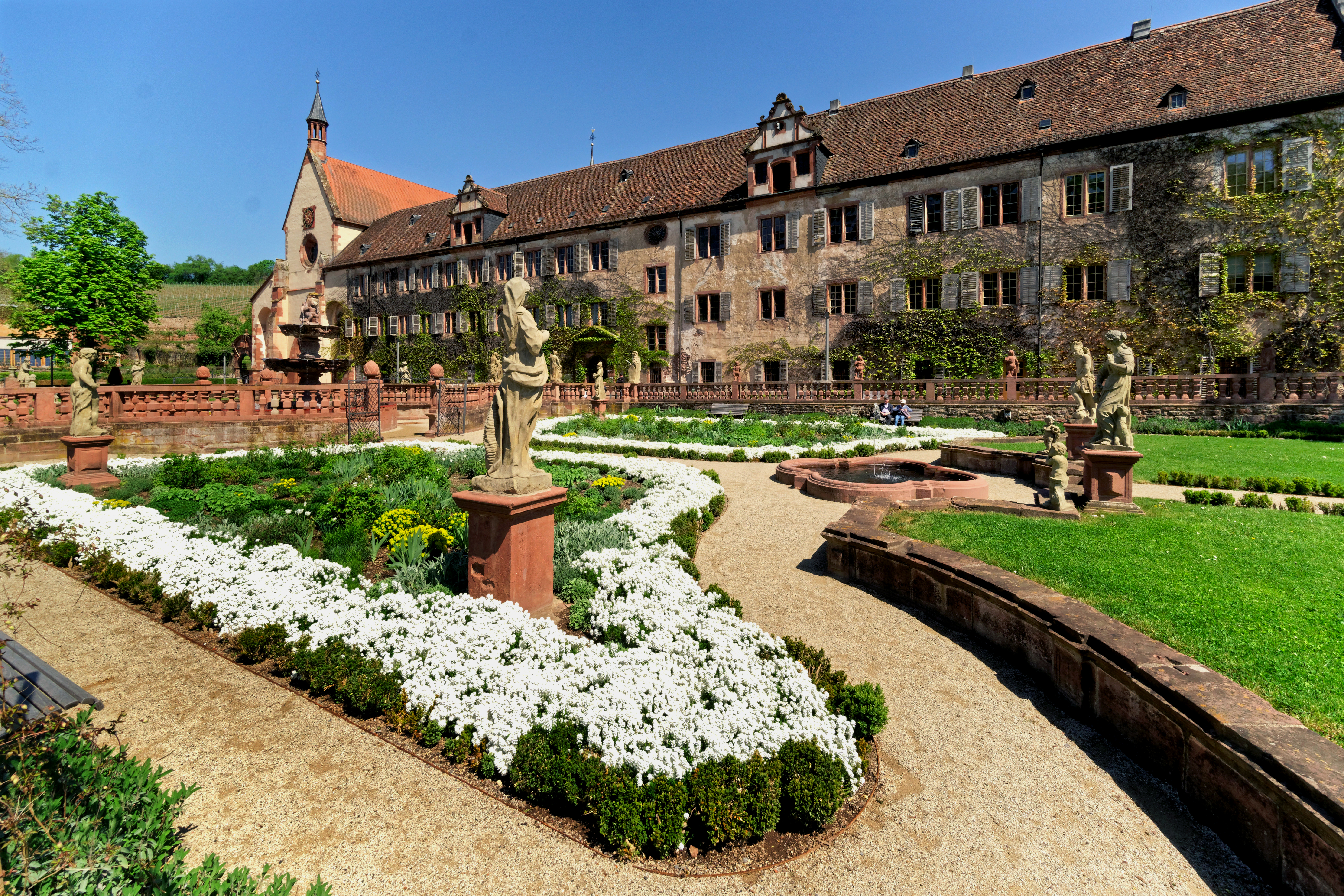
Blick über den Garten zur Prälatur

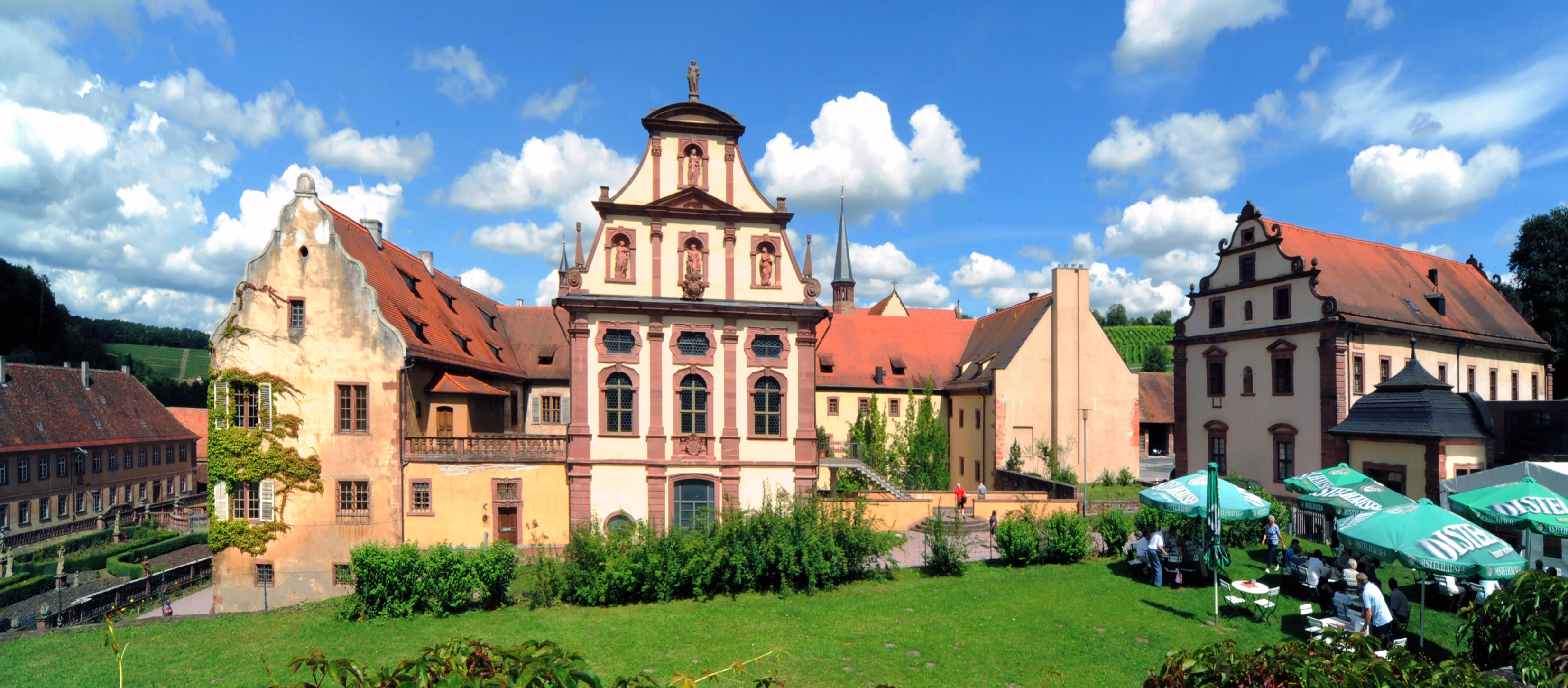
Das Refektorium (Bildmitte)

Das Kloster geht auf eine Stiftung der vier Edelfreien Billung von Lindenfels, Sigebot von Zimmern, Erlebold von Krenzheim und Beringer von Gamburg (die Legende geht noch von dreien aus) im Jahre 1151 zurück. Vermutlich kam die Schenkung des castrum brunnebach oberhalb des jetzigen Standorts unter Einfluss einer Predigt von Bernhard von Clairvaux im Jahre 1146 in Würzburg zustande. Es befand sich ursprünglich auf der Höhe über Bronnbach in Burg und Weiler Brunnebach, dem heutigen Schafhof; erstmals urkundlich erwähnt wurde es am 11. Januar 1153 (Bestätigung als Kloster durch Papst Eugen III.). Das Kloster lag im Grenzbereich des Hochstifts Würzburg und des Erzstifts Mainz obwohl es dem in der Diözese Speyer gelegenen Kloster Maulbronn unterstellt war. 1157 ermöglichte die Schenkung des Weilers an den Erzbischof und Kanzler Arnold von Selenhofen zum Erwerb einer Grablege die Verlegung ins Tal der Tauber auf die Ostseite des Flusses. Durch die Schenkung wurde auch der Einzug des Gründungskonvents aus Waldsassen mit dem ersten Abt, Reinhard von Frauenberg, ermöglicht. Im selben Jahr wurde mit dem Bau der Abteikirche begonnen, die am 28. April 1222 vom Würzburger Weihbischof Wilhelm von Havelburg geweiht wurde.
1165 erklärte der Konvent seine Treue zum Gegenpapst Paschalis III. und erhielt dafür ein kaiserliches Privileg, jedoch auch eine Rüge vom Generalkapitel. 1167 wurde es als Filialkloster des Klosters Maulbronn übernommen (Mutterabtei), gleichzeitig wurde der Maulbronner Mönch Wigand neuer Abt.

### Stadthöfe
Das Kloster verfügte über Stadthöfe in Wertheim, Miltenberg, Würzburg (als Verwaltungszentrum in der heutigen Bronnbachergasse), Aschaffenburg und Frankfurt. Diese sind ab 1170 belegt. Bis zum Jahre 1230 waren die wichtigsten Klostergebäude errichtet. 1201 stiftete der kaiserliche Küchenmeister Heinrich von Rothenburg Güter in Heidingsfeld. Diese Schenkung wurde am 25. Juli 1202 von König Philipp von Schwaben in Ulm bestätigt.

### Überfälle
Da das Kloster in nächster Nähe von Gamburg und Külsheim lag, wurde es im 14. Jahrhundert hin und wieder von dort ansässigen Raubrittern überfallen. Bei einem solchen Überfall ließ ein Külsheimer Ritter einen der Schalenbrunnen abtransportieren, der heute noch in Külsheim steht und dessen Ruf als „Brunnenstadt“ mitbegründet hat. Im Wirtschaftshof hinter dem Bursariushaus und neben dem Keltergebäude befindet sich das Gegenstück dieses Schalenbrunnens. Aufgrund der Überfälle wurden um das Jahr 1355 die Grafen von Wertheim als Schutzherren des Klosters eingesetzt; zuvor war der Kaiser Schutz- bzw. Schirmherr.

## Aufbau

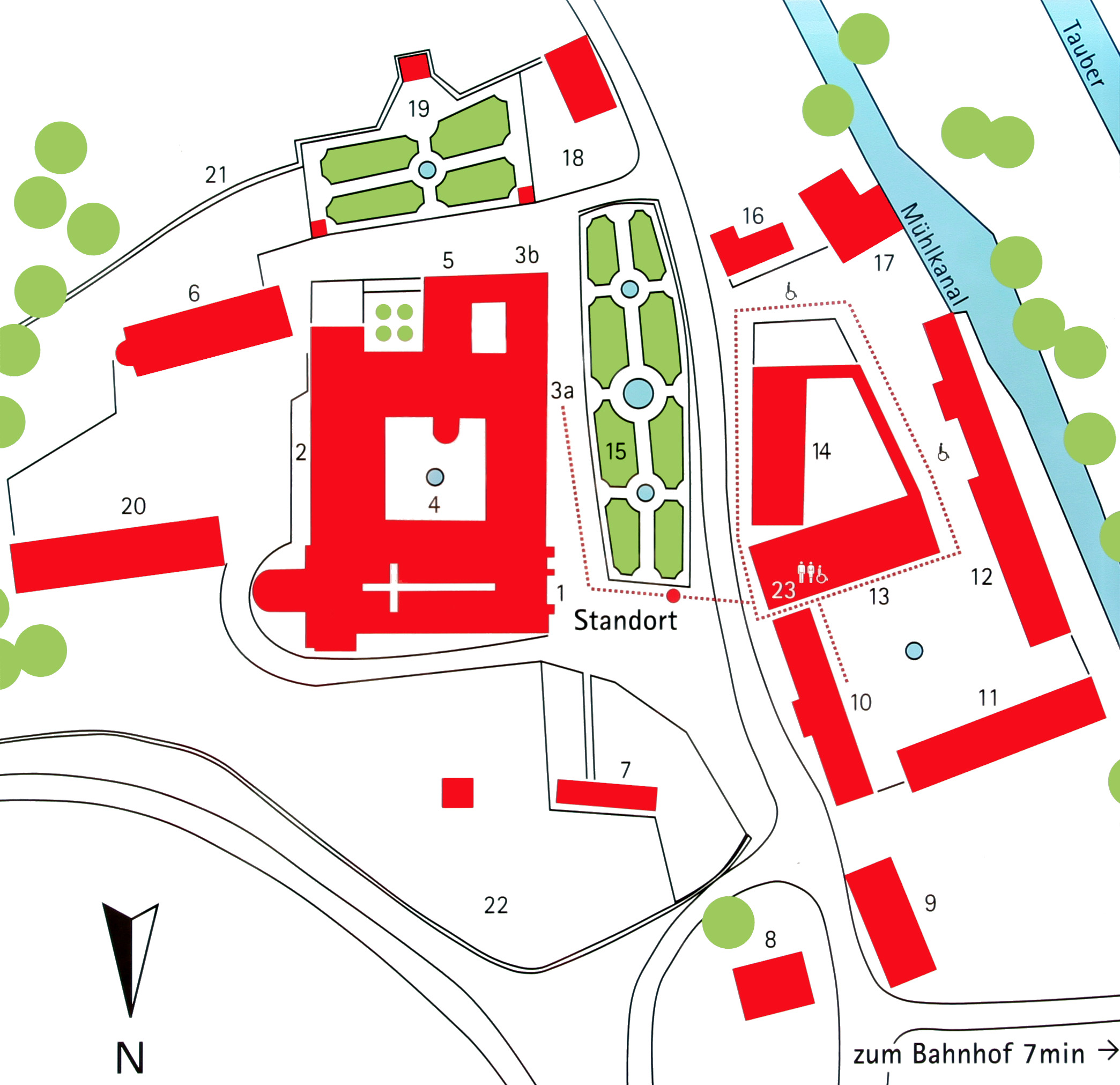
Lageplan des Klosters:
(1) Kirche
(2) Konventbau und Kapelle
(3) Prälatenbau
(4) Kreuzgang
(5) Refektorium; Josephsaal, Bernhardsaal
(6) Archivverbund Main-Tauber (ehemaliges Spital)
(7) Orangerie (Restaurant und Biergarten)
(8) Klosterhof (Pension)
(9) Fraunhofer-Gesellschaft (ehemalige Remise)
(10) Hotel (ehemalige Klosterverwaltung)
(11) Fraunhofer-Gesellschaft (ehemaliger Rinderstall)
(12) Remise (ehemaliger Pferdestall)
(13) Museumsscheune (ehemaliger Fruchtspeicher)
(14) ehemalige Wirtschaftsgebäude
(15) Abteigarten
(16) Privathaus (ehemalige Bäckerei)
(17) Wasserkraftwerk (ehemalige Mühle)
(18) Privathaus (ehemaliges Brauhaus)
(19) Saalgarten
(20) ehemalige Remise
(21) Klostermauer
(22) Klosterweinberg
(23) Toilette/Behindertentoilette

Grundriss des Klosters (1896)

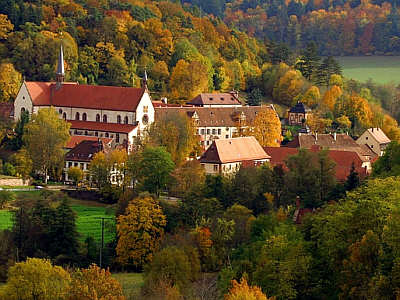
Blick auf das Kloster im Herbst

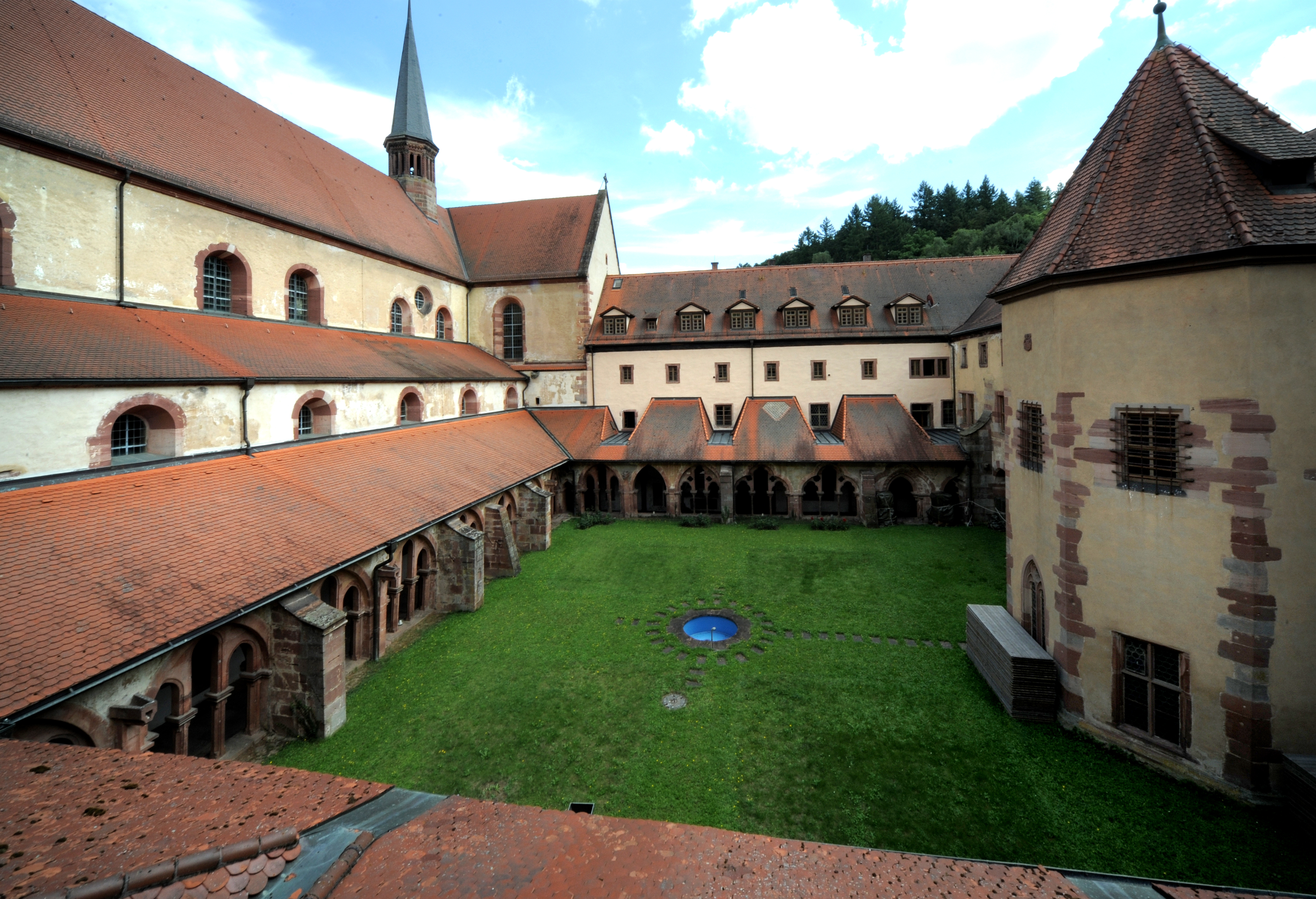
Der Kreuzgang außen

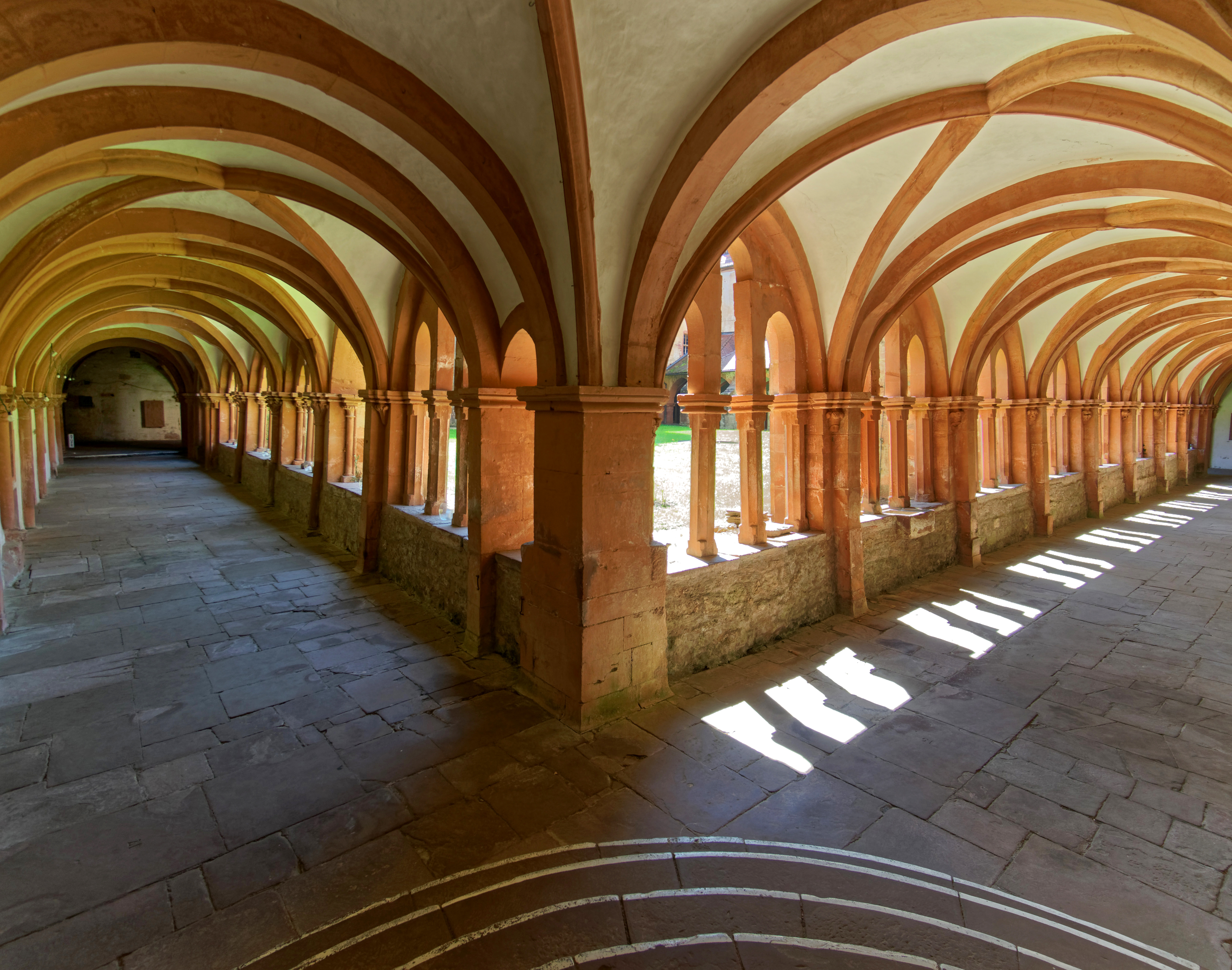
Der Kreuzgang innen mit den Epitaphien

### Klosterkirche Mariä Himmelfahrt

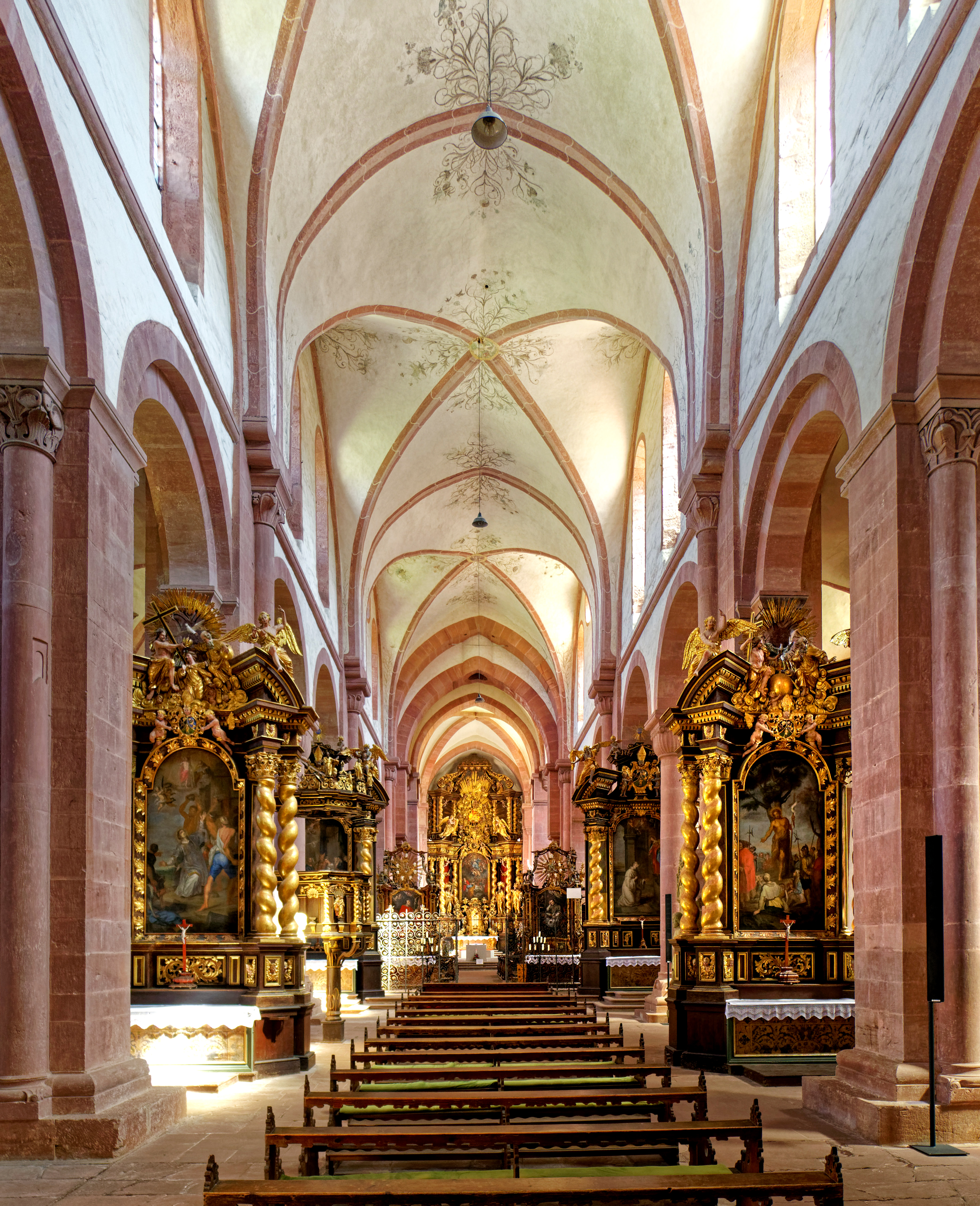
Innenansicht der Kirche

#### Altäre

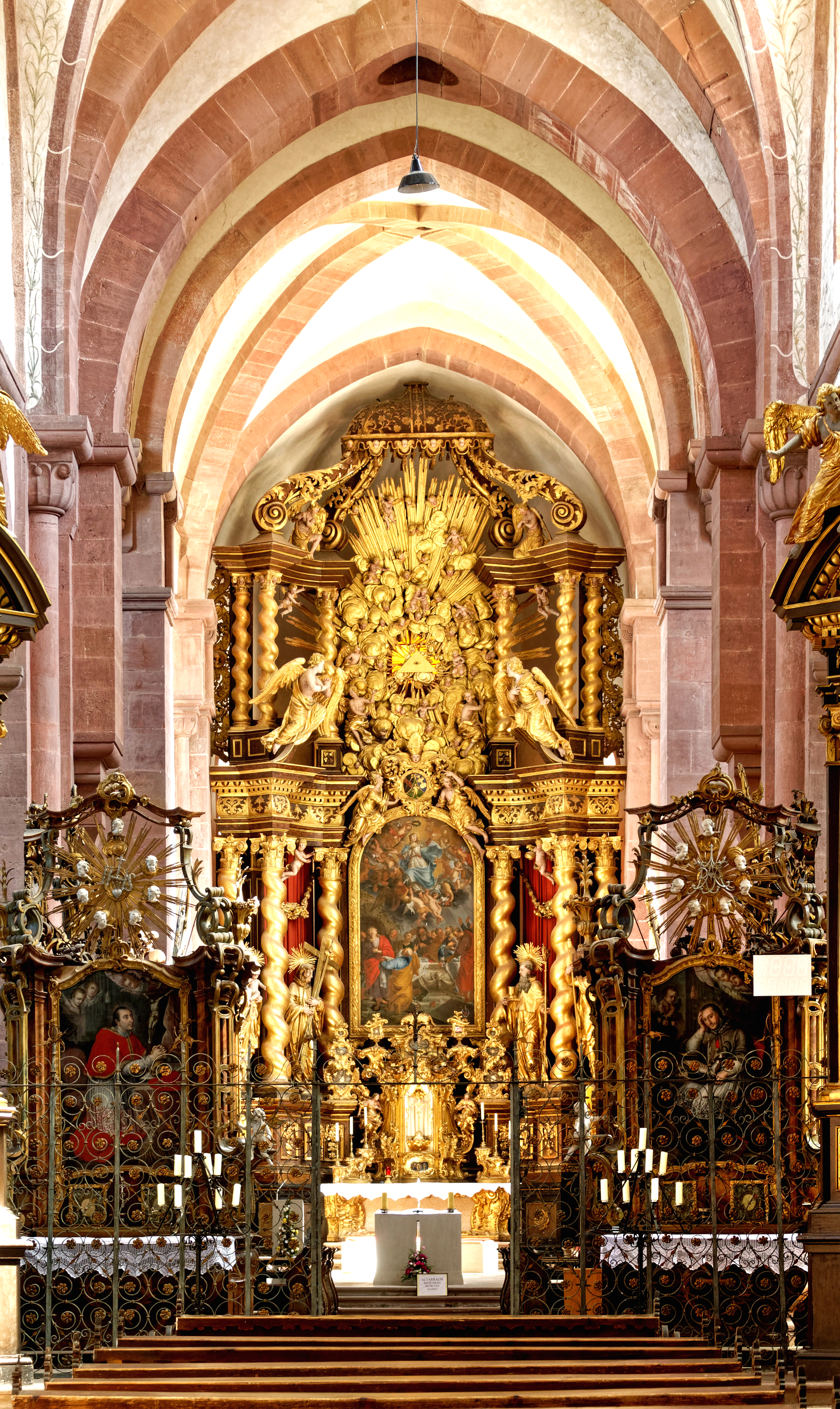
Der Hochaltar

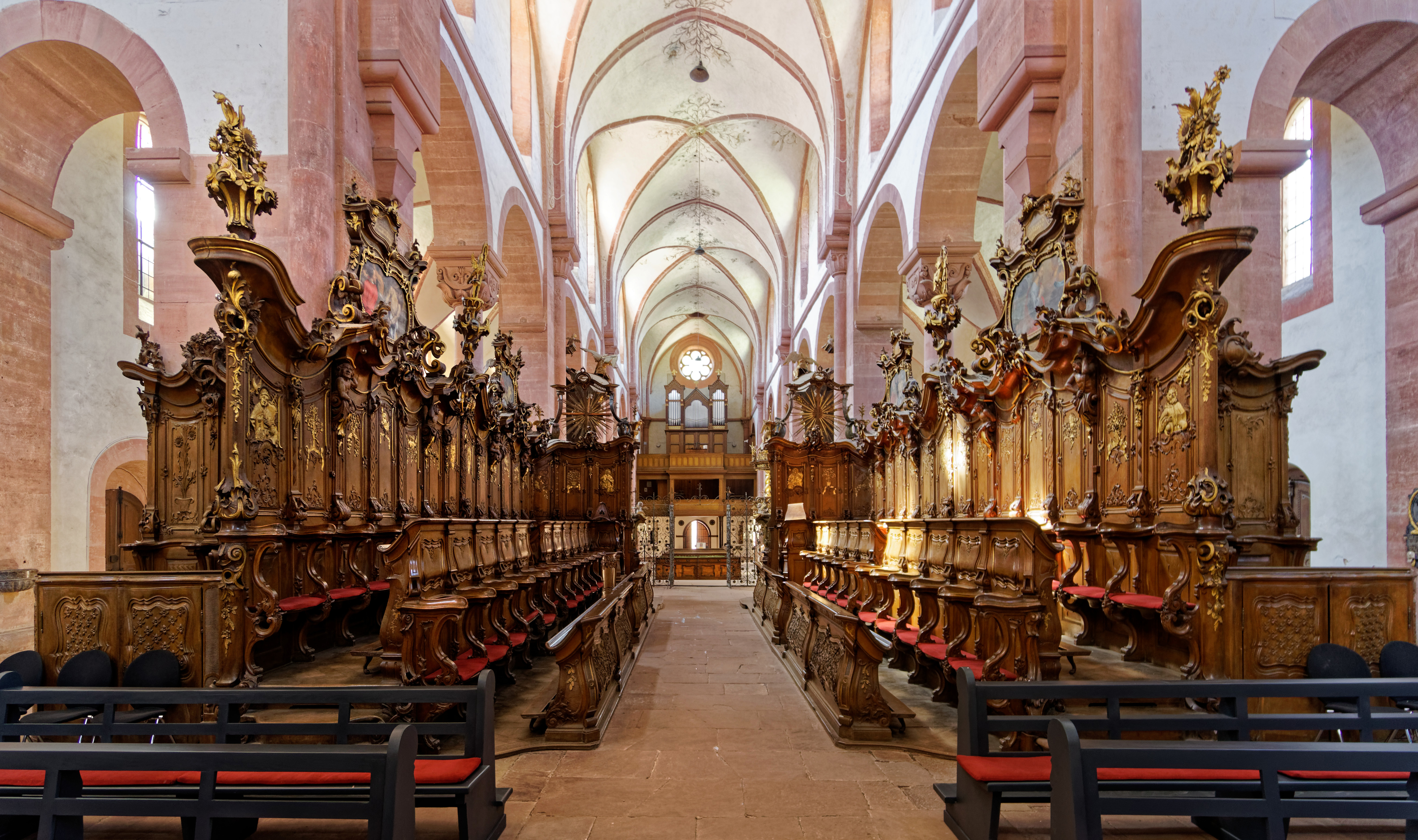
Das Chorgestühl von Daniel Aschauer.